# Лемещино
Лемещино, в 19 веке Лемещин либо Лемищин (укр. Леміщине) — село, Писаревский сельский совет, Золочевский район, Харьковская область, Украина.
Код КОАТУУ — 6322685003. Население по переписи 2001 года составляет 157 (73/84 м/ж) человек.

## Географическое положение
Село Лемещино находится на склонах балки Бротоница у начала Бротоницы, правого притока реки Братеница; 
выше по течению на расстоянии в 2 км расположено село Возрожденовка,
ниже по течению на расстоянии в 2 км — село Тимофеевка Богодуховского района (не путать с соседней Тимофеевкой того же Золочевского района).
На реке имеется большая запруда.
На расстоянии в 2 км к югу расположено село Моро́зова Доли́на.
К селу примыкает небольшой лесной массив (сосна, дуб).
На Конгрессовку через Лютовку от Лемещино проходит автомобильная дорога С-211308.

## История
- В конце 19 века богодуховский предводитель дворянства граф Николай Владимирович Клейнмихель (1877-1918) для ведения сельского хозяйства, в частности, для выращивания сахарной свеклы для своего сахзавода, выкупил земли вокруг Лемещино и соседних Субботино, Рясного, Петровки, Барановки и Александровки.[7] В экономиях были назначенные графом управляющие, которые отчитывались о состоянии хозяйства.[7]
- В 1940 году, перед ВОВ в селе были 122 двора, две ветряные мельницы и свой сельсовет.[2]

## Экономика
- Молочно-товарная, птице-товарная и свино-товарная фермы.
- Частное сельскохозяйственное предприятие «Горизонт».

## Объекты социальной сферы
- Лемещанский клуб[8].
- Библиотека.

## Достопримечательности
- Братская могила советских воинов.
- Бюст Героя Советского Союза А. Н. Чалого.

## Известные люди
В селе родился Герой Советского Союза Александр Чалый.